# Sikorsky Russky Vityaz
Il Sikorsky Russky Vityaz (in russo Русский витязь?), o Cavaliere Russo, originariamente chiamato Bolshoi Baltisky (in russo Большой Балтийский?, il Grande Baltico) nella sua prima versione a quattro motori, è stato il primo aereo a quattro motori al mondo, progettato da Igor Sikorsky e costruito dalla Russo-Baltique (Russo-Baltiiskyi Vagonnyi Zavod or R-BVZ) a San Pietroburgo all'inizio del 1913.

## Storia del progetto
Sikorsky concepì il disegno del progetto (denominato anche S-21) nel 1911, quando nessun velivolo conosciuto poteva sollevare più di 600 kg. Il primato della capacità di carico apparteneva al pilota francese Ducis, che aveva volato per 800 m con un carico 600 kg. Sentendo parlare della costruzione del Russky Vityaz all'inizio del 1913, gli esperti e i media di tutto il mondo ne presagivano un completo fallimento, invece, smentendo ogni infausta previsione, il primo volo del 10 maggio 1913 fu coronato da successo. All'epoca, molte persone in altre parti del mondo credettero si trattasse di una bufala dei giornali e non vi diedero credito. Gli osservatori ritenevano che un aereo di tali dimensioni non si sarebbe mai potuto sollevare da terra.

## Tecnica

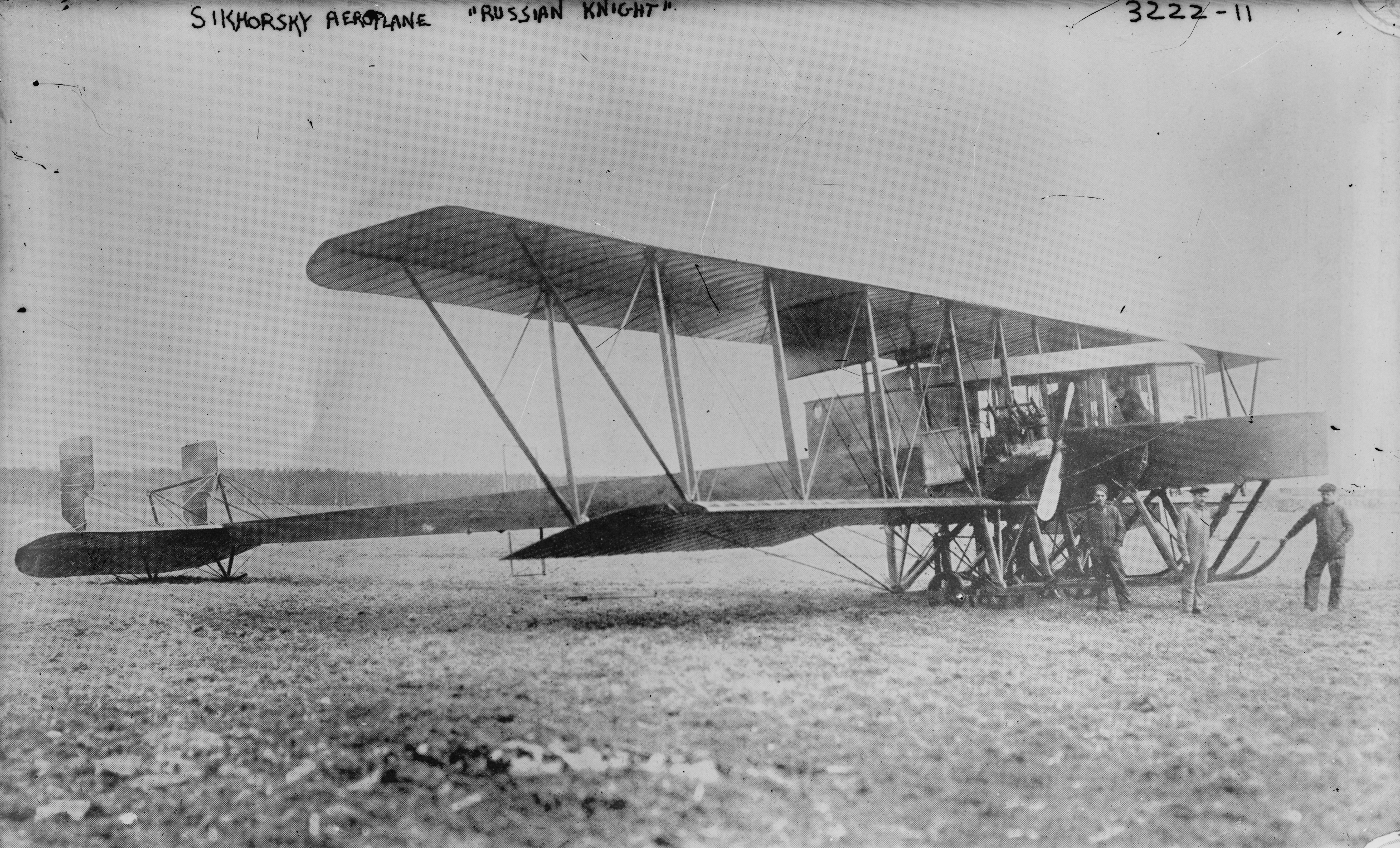
Prima versione "Le Grand" con due motori

Il Russky Vityaz era un biplano con configurazione alare sesquiplana, dotato di quattro motori. Le ali a doppio longherone avevano una pianta rettangolare e una corda di 2,5 m. Anche la distanza tra i due piani alari era di 2,5 m; i due piani erano collegati tra loro da quattro montanti verticali ed uno (il più esterno) disposto diagonalmente.
La fusoliera era costituita da travi di sezione rettangolare rivestite con fogli di compensato. Il velivolo aveva una cabina di pilotaggio con doppi comandi, due cabine passeggeri e un deposito per i pezzi di ricambio. C'era anche un ponte aperto davanti alla cabina del pilota equipaggiato con un proiettore da ricerca e una mitragliatrice. Gli alettoni sulle ali superiori fornivano stabilità al velivolo.
La prima versione del velivolo (nota con il nome di Le Grand) presentava configurazione bimotore, mentre il Bolshoi Baltisky era alimentato da quattro motori installati in tandem, a coppie su ciascuna semiala. L'ultima versione, Russky Vityaz, vide la definitiva sistemazione dei motori (due per ogni semiala) sul bordo d'attacco delle ali inferiori, in configurazione traente.

## Impiego operativo
Dopo i primi voli di prova del grande velivolo, effettuati tra il 10 e il 27 maggio 1913, si appurò che i passeggeri potevano anche camminare all'interno della cabina senza causare problemi di stabilità. L'aeroplano poteva decollare con una corsa di 700 m
Il 23 giugno 1913, mentre era parcheggiato sulla pista, l'aereo fu schiacciato da un motore caduto da un aereo monoposto Morane in fase di atterraggio. Sikorsky decise di non procedere con le riparazioni ma piuttosto di dedicarsi alla realizzazione dell'Ilya Muromets.

### Annotazioni
1. ↑  Si noti che la denominazione del "velivolo" e quella del "progettista" sono riportate secondo la traslitterazione effettuata utilizzando il sistema impiegato dalle fonti originali di lingua inglese, essendosi Sikorsky trasferito negli USA e avendo adottato ufficialmente tale grafia del proprio nome e cognome. Tuttavia, in altri casi, la traslitterazione dal russo nelle pagine di Wikipedia in lingua italiana avviene secondo il sistema "ISO 9-1968" assunta a norma di convenzione.

### Fonti
1. ↑   Sergei Sikorsky, The Sikorsky Legacy-Bolshoi Baltisky, 1stª ed., Arcadia Publishing, 2007,  p. 27, ISBN 978-0738549958.
2. ↑   Page, Walter Hines e Page, Arthur Wilson, Man And His Machines: A Russian "Airbus", in The World's Work: A History of Our Time, XLIV, n. 2, luglio 1914,  p. 360. URL consultato il 4 agosto 2009.
3. ↑   Copia archiviata. URL consultato il 6 giugno 2019 (archiviato dall'url originale il 14 maggio 2014).
4. ↑   Bryan R Swopes, 23 June 1913, su This Day in Aviation. URL consultato il 26 giugno 2014.